# 王居正
王居正（1087年—1151年），又名王悦，字习之、又字刚中，号瑞凤，江苏扬州人。宋政和二年（1112年）中举人，次年中进士，建炎四年（1130年）任翰林院编修，绍兴三年（1133年）任兵部侍郎，后升文渊阁大学士兼枢密使，赠太师。因力主抗金，被秦桧排挤。绍兴二十一年（1151年）二月，王居正携带夫人李氏（李纲丞相之女）和两个儿子王斗魁、王斗赳渡琼（今海口），居府城高第街10号。三月卒于琼。宋高宗闻讣，哀悼不已，命进士陈诚谕祭，策谥“文义”。王居正著有《三经义辨》、《辨学外集》等。

## 后裔
王居正子：王斗魁、王斗赳。

## 墓葬
王居正葬于琼州府邕阳都潭谢村（今海口府城镇那央村委会潭社村）西侧，墓地约一亩，现为海口市文物保护单位。